# 高爾德峰
69°36′S 72°19′W / 69.600°S 72.317°W
高爾德峰（英語：Goward Peak）是南極洲的山峰，位於帕爾默地的羅斯柴爾德島，處於福尼爾嶺以東，屬於德斯科山脈的一部分，海拔高度約500米，現時由南極條約體系管理。